# 楊志紅
楊志紅女士，BBS乃中華人民共和國廣東省政協常委、香港廣東社團總會副主席兼秘書長、香港離島婦女聯會會長、嶼北民聯會理事長、香港公屋聯會理事，亦是香港2005年度的銅紫荊星章得獎者。
楊志紅在中國內地出生，1970年代移居香港，之後在香港白手興家，並回饋祖國。她於1994年獲委任為廣東省政協，關注貧困地區發展，其後更成為常委。她在廣東省及甘肅省山區創辦佳洋學校，令山區的貧困兒童有受教育的機會，又曾四川省建立繡坊及扶貧基金，透過組織當地婦女製造羌族刺繡產品，及資助村民栽種果樹，令他們可以發揮一技之長並脫貧致富之餘，亦能弘揚當地羌族刺繡文化。
楊志紅是香港創業板上市公司威揚酒業的主席，女兒是王姿璐，女婿是前黃大仙區議員、丁炳星家族成員丁志威。

## 外界品評
不過，她廣為香港人及華人社會所認識，是由在2010年8月1日於香港發生「支持廣州撐粵語行動」中，她發表文章批評「香港有人」借「撐粵語行動」挑起對立，製造混亂。她文章說香港「撐粵語」示威參與者人數不多，說明此等渾水摸魚企圖不能得逞。文章同意廣州市委、市政府表明，未有「推普廢粵」一說，不存在。所謂「推普廢粵」一說，純屬「子虛烏有」，偽命題。

## 參看
- 2010年廣州市民捍衛粵語行動